# うらまる
うらまる（1997年1月30日 - ）は、日本の女性コスプレイヤー、歌手、声優、YouTuber。福岡県出身。12COMPANY所属。キャトルステラ声優所属。

## 略歴
福岡県在住時には声優養成所に在籍しており、当時の知人の薦めによりコスプレを始めた。イベント参加のため福岡-東京間を往復する生活だったが、コミックマーケットにサークル参加していた際にスカウトされ、上京して12COMPANYへ所属を開始した。現在は、プロのコスプレイヤーとして活動する傍ら、コミックマーケットをはじめとした各種コスプレイベントにも精力的に参加している。また、YouTuberとしての活動にも力を入れており、収益化に成功した。
2020年10月、体調不良のために活動を一時休止したが、12月1日より活動を順次再開、活動拠点を福岡県に戻した。

## 人物
上京と同時に一人暮らしを始める。当時の住居は「給与明細」にて公開された。当時の住居からは既に引っ越しているが、現在の住居もツイキャス等に度々映り込む。
家族構成は両親と兄、弟。特に母親は、うらまるのツイキャスやオンラインイベントにファンの1人して参加することも多い。うらまるの実家から配信されたオンライン飲み会では、キャストの一人として顔出し出演した。
趣味はTwitterとひきこもること。その他、パチンコやヒトカラなど。特にパチンコは仕事としても深く関わっており、パチンコ店でのイベントも頻繁に行なっている。好きなパチンコ台は、フィーバー戦姫絶唱シンフォギアで、2020年には応援大使に任命された。CRうらまるを世に送り出すことが夢である。
肉料理が好物で、海鮮系(エビ、タコ、イカ)が苦手だがサーモンとカニは食べられる。酒豪ではないが、お酒もある程度飲むことができる。飲食店でのアルバイト経験があり、オムライスを作ることができる。
声優の小倉唯が憧れの人物であり、彼女の楽曲を自らのライブで披露することも多い。
豚が好きであり、推しマークも豚である。「Super Lazys」ではスーパーブタ役を演じた。

## 出演

### イベント
2018年
- 闘会議2018フライヤー配布会（アニメイト秋葉原店・AKIHABARAゲーマーズ本店、2月4日）
- お台場痛車天国2018（4月8日）。
- ニコニコ超会議2018（幕張メッセ、4月28・29日）。29日はSANYOブースに出演。。
- RAGE 2018 Autumn（幕張メッセ、9月16日）- Shadowverseステージのコスプレステージショーに出演。。
- Shadowverse World Grand Prix 2018（幕張メッセ、12月15・16日）。
- コミックマーケット95（東京ビッグサイト、12月29日-12月31日）-3日目に、EXIT TUNESブースに「あかねさす少女」の明日架のコスプレで出演。

2019年
- ANIMAX MUSIX 2019 OSAKA（大阪城ホール、1月19日）-ひかりTVブース、「あかねさす少女」の明日架のコスプレで出演。
- 闘会議2019（幕張メッセ、1月26日-1月27日）Kick-Flightブース公式コスプレイヤー、ココ・グアムレールのコスプレで出演。
- うらまる生誕祭2019（2月2日)
- 沖縄コスプレバンケット（サムシングフォー西崎、4月21日）。
- Ultra acosta! （池袋サンシャインシティ、5月11日）-Nikonコスジェニックブース撮影モデル。
- 東京ゲームショウ2019（幕張メッセ、9月12日-9月15日）-miHoYoブースにて #崩壊3rd ブローニャのコスプレで出演。
- うらまるぼっちらいぶVol.1「Rainbow」（Akihabara Twinbox、10月6日）-初の単独ライブ。
- 池袋ハロウィンコスプレフェス2019（池袋東口エリア、10月26日）-ガチ撮影エリアの撮影モデルとして出演。
- URAMARU x EIRI［CONTRAST］Photographed by MITSUO SUZUKI（tokyoarts gallery、11月30日-12月8日）-写真展及び12月1日と12月8日のトークイベント。

2020年
- ぼっちクリスマス会リベンジ（Lonron、1月12日）-2019年12月に開催予定だったクリスマス会の延期開催。
- うらまるバースデー2020　～ライブ＆パーティ～（Dream Store 、2月1日）

### アニメ
2019年
- 「Super Lazys」（株式会社TXT）- Tiktokにて配信。スーパーブタ役。　

### ゲーム
2019年
- キセカエ＆リズムゲーム「Memories of Link」（エイチエムシステムズ、3月11日）- iOS・Android端末向けのアプリゲーム。オリジナル楽曲｢ギラギラSUMMER｣を担当。
- 「コスプリ! !」（ルイスファクトリー、12月20日）- iOS・Android端末向けのアプリゲーム。ゲーム内モデル起用。ゆゆうた、五木あきらと共に楽曲「僕たちのストーリー」を提供。。

2020年
- 「戦女物語 - ヴァルキリーヒーローズサガ」（Shiftkay、3月17日)- iOS・Android端末向けのアプリゲーム。マドレン役。
- 3DアクションMORPG ｢CLOSERS」（NADDICJAPAN、8月28日）- PCゲーム。レディア役。。
- ｢Hell Sports」（Neilo、10月1日）- Switch、iOS・Android端末向けのゲーム。ウラナイ役。。

### パチンコ
2020年
- フィーバー戦姫絶唱シンフォギア応援大使（SANKYO、2月25日-）

## 作品

### 配信シングル
レーベル表記のない作品は全て12Star（株式会社スターミュージック・エンタテインメント）。配信日は発売日。
1. ふぁいおー！！！（2019年10月21日）[30]
2. 空色デイズ（2019年12月4日）-中川翔子の楽曲のカバー。[31]
3. さんきゅー！！！（2020年1月30日）[32]

## 書籍

### 写真集
同人写真集
- 桜花繚乱
- たびまる-ベトナム編-
- たびまる-沖縄編-
- うらまりん！
- Strawberry  Shortcake
- たびまる-伊勢志摩編-
- うらまるがスーツを着てみたら
- Sweet  chocolate
- たびまる-京都編-
- ぱじゃまる
- 同じクラスのうらまるさん

出典は12COSHOP通販を参照

### 雑誌
- 週刊ヤングマガジン No.18（講談社、2018年4月2日）[34]。
- COSPLAYMODE 2018年9月号（シムサム・メディア、2018年8月3日）[35]

### Q&A
1. ↑   “[2020年2月号：うらまる]月イチ企画！カバーガール特集（前編）”. エモマ. 2020年8月24日閲覧。
2. ↑   “[2020年2月号：うらまる]月イチ企画！カバーガール特集（後編）”. エモマ. 2020年8月24日閲覧。